# کورناتوویتسه
کورناتوویتسه (به لهستانی:  Kurnatowice) یک روستا در لهستان است که در گمینا کویلچ واقع شده‌است.